# Qualificazioni al campionato europeo maschile under 21 di calcio 2015
La Rep. Ceca è automaticamente qualificata per la fase finale in quanto nazione ospitante. Le 52 federazioni rimanenti sono raggruppate in 10 gruppi (8 gruppi da 5 e 2 gruppi da 6). Le squadre vincitrici e le 4 migliori seconde si affronteranno nei play-off per determinare le 7 finaliste. Le gare di qualificazione sono iniziate il 22 marzo 2013.

## Sorteggio
Il sorteggio per le qualificazioni è avvenuto il 31 gennaio 2013. La composizione delle urne era la seguente:
| Urna A | Urna B | Urna C | Urna D | Urna E |
| --- | --- | --- | --- | --- |
| - Spagna - Inghilterra - Paesi Bassi - Italia - Germania - Svizzera - Russia - Francia - Svezia - Israele | - Romania - Serbia - Turchia - Ucraina - Scozia - Portogallo - Austria - Danimarca - Bielorussia - Galles | - Grecia - Slovacchia - Belgio - Ungheria - Armenia - Croazia - Norvegia - Montenegro - Finlandia - Slovenia | - Bosnia ed Erzegovina - Polonia - Georgia - Islanda - Moldavia - Irlanda - Bulgaria - Cipro - Macedonia - Lettonia | - Irlanda del Nord - Albania - Fær Øer - Lituania - Azerbaigian - Kazakistan - Estonia - Malta - Lussemburgo - Andorra - Liechtenstein - San Marino |

Prima del sorteggio è stato stabilito che, per ragioni politiche, Armenia e Azerbaigian non potessero essere inserite nello stesso girone (a causa della disputa sul Nagorno Karabakh), come pure Georgia e Russia (a causa della disputa sull'Ossezia del Sud).

## Gruppi

### Gruppo 1
| Squadra     | P.ti | G  | V | N | P | F  | S  | DR  |
| ----------- | ---- | -- | - | - | - | -- | -- | --- |
| Inghilterra | 28   | 10 | 9 | 1 | 0 | 31 | 2  | +29 |
| Finlandia   | 16   | 10 | 4 | 4 | 2 | 17 | 10 | +7  |
| Moldavia    | 16   | 10 | 5 | 1 | 4 | 12 | 6  | +6  |
| Galles      | 12   | 10 | 3 | 3 | 4 | 12 | 13 | -1  |
| Lituania    | 8    | 10 | 2 | 2 | 6 | 6  | 19 | -13 |
| San Marino  | 4    | 10 | 1 | 1 | 8 | 2  | 30 | -28 |

| Squadra     | Finlandia (bandiera) | Galles (bandiera) | Inghilterra (bandiera) | Lituania (bandiera) | Moldavia (bandiera) | San Marino (bandiera) |
| ----------- | -------------------- | ----------------- | ---------------------- | ------------------- | ------------------- | --------------------- |
| Finlandia   |                      | 2 – 2             | 1 – 1                  | 2 – 2               | 1 – 0               | 5 – 0                 |
| Galles      | 1 – 5                |                   | 1 – 3                  | 2 – 0               | 1 – 0               | 4 – 0                 |
| Inghilterra | 3 – 0                | 1 – 0             |                        | 5 – 0               | 1 – 0               | 9 – 0                 |
| Lituania    | 0 – 1                | 1 – 1             | 0 – 1                  |                     | 0 – 3               | 2 – 1                 |
| Moldavia    | 1 – 0                | 0 – 0             | 0 – 3                  | 3 – 0               |                     | 2 – 0                 |
| San Marino  | 0 – 0                | 1 – 0             | 0 – 4                  | 0 – 1               | 0 – 3               |                       |

### Gruppo 2
| Squadra   | P.ti | G  | V | N | P | F  | S  | DR  |
| --------- | ---- | -- | - | - | - | -- | -- | --- |
| Danimarca | 26   | 10 | 8 | 2 | 0 | 37 | 9  | +28 |
| Russia    | 22   | 10 | 7 | 1 | 2 | 22 | 12 | +10 |
| Slovenia  | 17   | 10 | 5 | 2 | 3 | 29 | 11 | +18 |
| Bulgaria  | 9    | 10 | 2 | 3 | 5 | 18 | 26 | -8  |
| Estonia   | 9    | 10 | 2 | 3 | 5 | 9  | 23 | -14 |
| Andorra   | 1    | 10 | 0 | 1 | 9 | 1  | 35 | -34 |

| Squadra   | Andorra (bandiera) | Bulgaria (bandiera) | Danimarca (bandiera) | Estonia (bandiera) | Russia (bandiera) | Slovenia (bandiera) |
| --------- | ------------------ | ------------------- | -------------------- | ------------------ | ----------------- | ------------------- |
| Andorra   |                    | 0 – 3               | 0 – 2                | 0 – 2              | 0 – 3             | 0 – 5               |
| Bulgaria  | 3 – 0              |                     | 2 – 3                | 1 – 1              | 3 – 3             | 1 – 5               |
| Danimarca | 6 – 0              | 7 – 1               |                      | 8 – 0              | 4 – 2             | 2 – 2               |
| Estonia   | 1 – 1              | 2 – 2               | 0 – 1                |                    | 1 – 2             | 1 – 7               |
| Russia    | 5 – 0              | 3 – 1               | 0 – 2                | 1 – 0              |                   | 2 – 1               |
| Slovenia  | 5 – 0              | 2 – 1               | 2 – 2                | 0 – 1              | 0 – 1             |                     |

### Gruppo 3
| Squadra     | P.ti | G | V | N | P | F  | S  | DR  |
| ----------- | ---- | - | - | - | - | -- | -- | --- |
| Slovacchia  | 17   | 8 | 5 | 2 | 1 | 19 | 7  | +12 |
| Paesi Bassi | 16   | 8 | 5 | 1 | 2 | 22 | 6  | +16 |
| Scozia      | 11   | 8 | 3 | 2 | 3 | 12 | 15 | -3  |
| Georgia     | 10   | 8 | 3 | 1 | 4 | 8  | 15 | -7  |
| Lussemburgo | 3    | 8 | 1 | 0 | 7 | 5  | 23 | -18 |

| Squadra     | Georgia (bandiera) | Lussemburgo (bandiera) | Paesi Bassi (bandiera) | Scozia (bandiera) | Slovacchia (bandiera) |
| ----------- | ------------------ | ---------------------- | ---------------------- | ----------------- | --------------------- |
| Georgia     |                    | 0 – 3*                 | 0 – 6                  | 2 – 1             | 1 – 3                 |
| Lussemburgo | 0 – 3              |                        | 0 – 1                  | 0 – 3             | 1 – 7                 |
| Paesi Bassi | 0 – 1              | 3 – 1                  |                        | 4 – 0             | 0 – 1                 |
| Scozia      | 1 – 1              | 3 – 0                  | 1 – 6                  |                   | 2 – 1                 |
| Slovacchia  | 1 – 0              | 3 – 0                  | 2 – 2                  | 1 – 1             |                       |

### Gruppo 4
| Squadra              | P.ti | G | V | N | P | F  | S  | DR  |
| -------------------- | ---- | - | - | - | - | -- | -- | --- |
| Spagna               | 22   | 8 | 7 | 1 | 0 | 24 | 6  | +18 |
| Austria              | 16   | 8 | 5 | 1 | 2 | 15 | 12 | +3  |
| Ungheria             | 9    | 8 | 3 | 0 | 5 | 12 | 13 | -1  |
| Bosnia ed Erzegovina | 6    | 8 | 2 | 0 | 6 | 10 | 22 | -12 |
| Albania              | 6    | 8 | 2 | 0 | 6 | 7  | 15 | -8  |

| Squadra              | Albania (bandiera) | Austria (bandiera) | Bosnia ed Erzegovina (bandiera) | Spagna (bandiera) | Ungheria (bandiera) |
| -------------------- | ------------------ | ------------------ | ------------------------------- | ----------------- | ------------------- |
| Albania              |                    | 0 – 1              | 0 – 1                           | 0 – 2             | 1 – 2               |
| Austria              | 1 – 3              |                    | 2 – 0                           | 2 – 6             | 4 – 2               |
| Bosnia ed Erzegovina | 4 – 1              | 0 – 2              |                                 | 1 – 6             | 1 – 4               |
| Spagna               | 4 – 0              | 1 – 1              | 3 – 2                           |                   | 1 – 0               |
| Ungheria             | 0 – 2              | 0 – 2              | 4 – 1                           | 0 – 1             |                     |

### Gruppo 5
| Squadra       | P.ti | G | V | N | P | F  | S  | DR  |
| ------------- | ---- | - | - | - | - | -- | -- | --- |
| Croazia       | 19   | 8 | 6 | 1 | 1 | 20 | 5  | +15 |
| Ucraina       | 19   | 8 | 6 | 1 | 1 | 20 | 8  | +12 |
| Svizzera      | 15   | 8 | 5 | 0 | 3 | 23 | 8  | +15 |
| Lettonia      | 6    | 8 | 2 | 0 | 6 | 11 | 22 | -11 |
| Liechtenstein | 0    | 8 | 0 | 0 | 8 | 3  | 34 | -31 |

| Squadra       | Croazia (bandiera) | Lettonia (bandiera) | Liechtenstein (bandiera) | Svizzera (bandiera) | Ucraina (bandiera) |
| ------------- | ------------------ | ------------------- | ------------------------ | ------------------- | ------------------ |
| Croazia       |                    | 3 – 1               | 4 – 0                    | 0 – 2               | 1 – 1              |
| Lettonia      | 1 – 3              |                     | 4 – 0                    | 0 – 2               | 1 – 5              |
| Liechtenstein | 0 – 5              | 0 – 2               |                          | 0 – 6               | 2 – 5              |
| Svizzera      | 0 – 2              | 7 – 1               | 5 – 1                    |                     | 1 – 2              |
| Ucraina       | 0 – 2              | 2 – 1               | 3 – 0                    | 2 – 0               |                    |

### Gruppo 6
| Squadra    | P.ti | G | V | N | P | F  | S  | DR  |
| ---------- | ---- | - | - | - | - | -- | -- | --- |
| Germania   | 20   | 8 | 6 | 2 | 0 | 25 | 5  | +20 |
| Romania    | 12   | 8 | 3 | 3 | 2 | 14 | 19 | -5  |
| Montenegro | 11   | 8 | 3 | 2 | 3 | 12 | 11 | +1  |
| Irlanda    | 8    | 8 | 2 | 2 | 4 | 10 | 12 | -2  |
| Fær Øer    | 4    | 8 | 1 | 1 | 6 | 9  | 23 | -14 |

| Squadra    | Germania (bandiera) | Irlanda (bandiera) | Fær Øer (bandiera) | Montenegro (bandiera) | Romania (bandiera) |
| ---------- | ------------------- | ------------------ | ------------------ | --------------------- | ------------------ |
| Germania   |                     | 2 – 0              | 3 – 2              | 2 – 0                 | 8 – 0              |
| Irlanda    | 0 – 4               |                    | 5 – 2              | 1 – 2                 | 0 – 1              |
| Fær Øer    | 0 – 3               | 1 – 4              |                    | 1 – 0                 | 2 – 2              |
| Montenegro | 1 – 1               | 0 – 0              | 3 – 0              |                       | 3 – 2              |
| Romania    | 2 – 2               | 0 – 0              | 3 – 1              | 4 – 3                 |                    |

### Gruppo 7
| Squadra | P.ti | G | V | N | P | F  | S  | DR  |
| ------- | ---- | - | - | - | - | -- | -- | --- |
| Svezia  | 16   | 8 | 5 | 1 | 2 | 20 | 14 | +6  |
| Grecia  | 15   | 8 | 5 | 0 | 3 | 20 | 10 | +10 |
| Polonia | 15   | 8 | 5 | 0 | 3 | 17 | 10 | +7  |
| Turchia | 13   | 8 | 4 | 1 | 3 | 16 | 11 | +5  |
| Malta   | 0    | 8 | 0 | 0 | 8 | 2  | 30 | -28 |

| Squadra | Grecia (bandiera) | Malta (bandiera) | Polonia (bandiera) | Svezia (bandiera) | Turchia (bandiera) |
| ------- | ----------------- | ---------------- | ------------------ | ----------------- | ------------------ |
| Grecia  |                   | 5 – 0            | 3 – 1              | 5 – 1             | 2 – 1              |
| Malta   | 0 – 4             |                  | 1 – 5              | 1 – 2             | 0 – 3              |
| Polonia | 3 – 1             | 2 – 0            |                    | 2 – 0             | 3 – 1              |
| Svezia  | 3 – 0             | 5 – 0            | 3 – 1              |                   | 4 – 3              |
| Turchia | 1 – 0             | 4 – 0            | 1 – 0              | 2 – 2             |                    |

### Gruppo 8
| Squadra     | P.ti | G | V | N | P | F  | S  | DR  |
| ----------- | ---- | - | - | - | - | -- | -- | --- |
| Portogallo  | 24   | 8 | 8 | 0 | 0 | 22 | 6  | +16 |
| Israele     | 15   | 8 | 5 | 0 | 3 | 22 | 15 | +7  |
| Norvegia    | 9    | 8 | 3 | 0 | 5 | 11 | 19 | -8  |
| Azerbaigian | 7    | 8 | 2 | 1 | 5 | 9  | 15 | -6  |
| Macedonia   | 4    | 8 | 1 | 1 | 6 | 4  | 13 | -9  |

| Squadra     | Azerbaigian (bandiera) | Israele (bandiera) | Macedonia (bandiera) | Norvegia (bandiera) | Portogallo (bandiera) |
| ----------- | ---------------------- | ------------------ | -------------------- | ------------------- | --------------------- |
| Azerbaigian |                        | 3 – 0              | 0 – 0                | 0 – 1               | 0 – 2                 |
| Israele     | 7 – 2                  |                    | 2 – 1                | 4 – 1               | 3 – 4                 |
| Macedonia   | 1 – 0                  | 0 – 3              |                      | 1 – 3               | 0 – 1                 |
| Norvegia    | 1 – 3                  | 1 – 3              | 2 – 1                |                     | 1 – 2                 |
| Portogallo  | 3 – 1                  | 3 – 0              | 2 – 0                | 5 – 1               |                       |

### Gruppo 9
| Squadra          | P.ti | G | V | N | P | F  | S  | DR  |
| ---------------- | ---- | - | - | - | - | -- | -- | --- |
| Italia           | 18   | 8 | 6 | 0 | 2 | 19 | 7  | +12 |
| Serbia           | 16   | 8 | 5 | 1 | 2 | 18 | 10 | +8  |
| Belgio           | 16   | 8 | 5 | 1 | 2 | 15 | 7  | +8  |
| Cipro            | 6    | 8 | 2 | 0 | 6 | 7  | 21 | -14 |
| Irlanda del Nord | 3    | 8 | 1 | 0 | 7 | 3  | 17 | -14 |

| Squadra          | Belgio (bandiera) | Cipro (bandiera) | Irlanda del Nord (bandiera) | Italia (bandiera) | Serbia (bandiera) |
| ---------------- | ----------------- | ---------------- | --------------------------- | ----------------- | ----------------- |
| Belgio           |                   | 2 – 0            | 1 – 0                       | 0 – 1             | 0 – 3             |
| Cipro            | 0 – 6             |                  | 3 – 0                       | 0 – 2             | 2 – 1             |
| Irlanda del Nord | 0 – 1             | 1 – 0            |                             | 0 – 2             | 1 – 4             |
| Italia           | 1 – 3             | 7 – 1            | 3 – 0                       |                   | 3 – 2             |
| Serbia           | 2 – 2             | 2 – 1            | 3 – 1                       | 1 – 0             |                   |

### Gruppo 10
| Squadra     | P.ti | G | V | N | P | F  | S  | DR  |
| ----------- | ---- | - | - | - | - | -- | -- | --- |
| Francia     | 22   | 8 | 7 | 1 | 0 | 28 | 7  | +21 |
| Islanda     | 16   | 8 | 5 | 1 | 2 | 20 | 11 | +9  |
| Kazakistan  | 9    | 8 | 3 | 0 | 5 | 8  | 18 | -10 |
| Armenia     | 9    | 8 | 3 | 0 | 5 | 7  | 19 | -12 |
| Bielorussia | 3    | 8 | 1 | 0 | 7 | 6  | 14 | -8  |

| Squadra     | Armenia (bandiera) | Bielorussia (bandiera) | Francia (bandiera) | Islanda (bandiera) | Kazakistan (bandiera) |
| ----------- | ------------------ | ---------------------- | ------------------ | ------------------ | --------------------- |
| Armenia     |                    | 2 – 1                  | 1 – 4              | 1 – 2              | 1 – 2                 |
| Bielorussia | 0 – 1              |                        | 1 – 2              | 1 – 2              | 0 – 1                 |
| Francia     | 6 – 0              | 1 – 0                  |                    | 1 – 1              | 5 – 0                 |
| Islanda     | 4 – 0              | 4 – 1                  | 3 – 4              |                    | 2 – 0                 |
| Kazakistan  | 0 – 1              | 1 – 2                  | 1 – 5              | 3 – 2              |                       |

### Raffronto tra le seconde classificate di ogni gruppo
A fini di uniformità, per le nazionali dei gruppi a sei squadre (1 e 2) non si tiene conto dei punti conquistati contro l'ultima in classifica del proprio girone.
| Gruppo | Squadra     | P.ti | G | V | P | S | RF | RS | DR  |
| ------ | ----------- | ---- | - | - | - | - | -- | -- | --- |
| 5      | Ucraina     | 19   | 8 | 6 | 1 | 1 | 20 | 8  | +12 |
| 3      | Paesi Bassi | 16   | 8 | 5 | 1 | 2 | 22 | 6  | +16 |
| 10     | Islanda     | 16   | 8 | 5 | 1 | 2 | 20 | 11 | +9  |
| 9      | Serbia      | 16   | 8 | 5 | 1 | 2 | 18 | 10 | +8  |
| 4      | Austria     | 16   | 8 | 5 | 1 | 2 | 15 | 12 | +3  |
| 2      | Russia      | 16   | 8 | 5 | 1 | 2 | 14 | 12 | +2  |
| 7      | Grecia      | 15   | 8 | 5 | 0 | 3 | 20 | 10 | +10 |
| 8      | Israele     | 15   | 8 | 5 | 0 | 3 | 22 | 15 | +7  |
| 1      | Finlandia   | 12   | 8 | 3 | 3 | 2 | 12 | 10 | +2  |
| 6      | Romania     | 12   | 8 | 3 | 3 | 2 | 14 | 19 | -5  |

## Play-off
Le gare di andata dei play-off si sono giocate il 9 e 10 ottobre 2014, mentre il ritorno il 14 ottobre 2014.
| Squadra 1   | Totale      | Squadra 2  | Andata | Ritorno |
| ----------- | ----------- | ---------- | ------ | ------- |
| Slovacchia  | 2 - 4       | Italia     | 1 - 1  | 1 - 3   |
| Francia     | 3 - 4       | Svezia     | 2 - 0  | 1 - 4   |
| Danimarca   | 1 - 1 (gfc) | Islanda    | 0 - 0  | 1 - 1   |
| Inghilterra | 4 - 2       | Croazia    | 2 - 1  | 2 - 1   |
| Paesi Bassi | 4 - 7       | Portogallo | 0 - 2  | 4 - 5   |
| Ucraina     | 0 - 5       | Germania   | 0 - 3  | 0 - 2   |
| Serbia      | 2 - 1       | Spagna     | 0 - 0  | 2 - 1   |

### Andata
| Arbitro: | Tasos Sidiropoulos |

|  |           |                                              |
|  | Marcatori | 45+1’ (rig.) Sérgio Oliveira 82’ Carlos Mané |

| Arbitro: | Artur Dias |

|            |           |             |
| Zreľák 69’ | Marcatori | 54’ Belotti |

| Jagodina 10 ottobre 2014, ore 17:00 CEST | Serbia         | 0 – 0 referto | Spagna | Stadio Jagodina\| Arbitro: \| Sergei Karasev \| |
| Arbitro:                                 | Sergei Karasev |               |        |                                                 |

| Arbitro: | Halis Özkahya |

|  |           |                                           |
|  | Marcatori | 35’ P. Hofmann 61’ Volland 79’ J. Hofmann |

| Aalborg 10 ottobre 2014, ore 18:00 CEST | Danimarca   | 0 – 0 referto | Islanda | Aalborg Stadion\| Arbitro: \| Liran Liany \| |
| Arbitro:                                | Liran Liany |               |         |                                              |

| Arbitro: | Javier Estrada |

|                                 |           |            |
| H. Kane 58’ Berahino 85’ (rig.) | Marcatori | 13’ Livaja |

| Arbitro: | Kenn Hansen |

|                                  |           |  |
| Thauvin 44’ (rig.) Kondogbia 81’ | Marcatori |  |

### Ritorno
| Arbitro: | Steven McLean |

|                                              |           |             |
| Bernardeschi 5’ Belotti 15’ (rig.) Longo 90’ | Marcatori | 63’ Lobotka |

| Arbitro: | Clément Turpin |

|            |           |                     |
| Livaja 38’ | Marcatori | 9’ Moore 73’ Hughes |

| Arbitro: | Michael Oliver |

|                                                                    |           |                                                |
| Rúben Vezo 13’ Rúben Neves 20’ Ricardo 50’, 66’ Bernardo Silva 87’ | Marcatori | 15’ Weghorst 45+2’ Kongolo 64’, 89’ (rig.) Aké |

| Arbitro: | Danny Makkelie |

|                               |           |  |
| Volland 89’ Bittencourt 90+1’ | Marcatori |  |

| Arbitro: | Felix Zwayer |

|                     |           |                                     |
| Sergi Roberto 90+2’ | Marcatori | 31’ (aut.) Saúl Ñíguez 90+3’ Kostić |

| Arbitro: | István Vad |

|                          |           |             |
| Friðjónsson 90+3’ (rig.) | Marcatori | 90’ Thomsen |

| Arbitro: | Ivan Kružliak |

|                                       |           |             |
| Kiese Thelin 3’, 35’ Lewicki 71’, 88’ | Marcatori | 87’ Kurzawa |

## Classifica cannonieri
| Gol |  | Minuti giocati | Giocatore        | Squadra     |
| --- |  | -------------- | ---------------- | ----------- |
| 10  |  | 800'           | Saido Berahino   | Inghilterra |
| 9   |  | 517'           | Arkadiusz Milik  | Polonia     |
| 8   |  | 583'           | Álvaro Morata    | Spagna      |
| 8   |  | 599'           | Emil Atlason     | Islanda     |
| 8   |  | 616'           | Munas Dabbur     | Israele     |
| 7   |  | 586'           | Marcelo Brozović | Croazia     |
| 7   |  | 596'           | Quincy Promes    | Paesi Bassi |
| 7   |  | 726'           | Philipp Hofmann  | Germania    |
| 6   |  | 428'           | Harry Kane       | Inghilterra |
| 6   |  | 494'           | Kevin Volland    | Germania    |
| 6   |  | 555'           | Nikos Karelīs    | Grecia      |
| 6   |  | 580'           | Florian Thauvin  | Francia     |
| 6   |  | 738'           | Andrea Belotti   | Italia      |
| 6   |  | 755'           | Luc Castaignos   | Paesi Bassi |
| 6   |  | 805'           | Tim Väyrynen     | Finlandia   |